# No Way Out 2000
No Way Out 2000 è stata la prima edizione dell'omonimo pay-per-view. L'evento si è svolto il 27 febbraio 2000 al Hartford Civic Center di Hartford,  Connecticut.

## Risultati
| #    | Risultati | Stipulazioni                                                                     | Durata |
| ---- | --- | -------------------------------------------------------------------------------- | ------ |
| Heat | Mosh (con Trasher) ha sconfitto Essa Ríos (c) (con Lita) per squalifica                                                                             | Single match per il WWF Light Heavyweight Championship                           | N/A    |
| Heat | Ivory e Mideon hanno sconfitto Jacqueline e Funaki                                                                                                  | Mixed tag team match                                                             | N/A    |
| 1    | Kurt Angle ha sconfitto Chris Jericho (c) (con Chyna)                                                                                               | Single match per il WWF Intercontinental Championship                            | 10:14  |
| 2    | The Dudley Boyz hanno sconfitto The New Age Outlaws (c)                                                                                             | Tag team match per il WWF Tag Team Championship                                  | 05:20  |
| 3    | Mark Henry (con Mae Young) ha sconfitto Viscera | Single match                                                                     | 03:44  |
| 4    | Edge e Christian hanno sconfitto The Hardy Boyz (con Terri Runnels)                                                                                 | Tag team match per determinare gli sfidanti al WWF Tag Team Championship         | 15:05  |
| 5    | Tazz ha sconfitto Big Boss Man (con Prince Albert) per squalifica                                                                                   | Single match                                                                     | 01:23  |
| 6    | X-Pac (con Tori) ha sconfitto Kane (con Paul Bearer)                                                                                                | No Holds Barred match                                                            | 07:50  |
| 7    | Too Cool (Rikishi, Scotty 2 Hotty e Grand Master Sexay hanno sconfitto The Radicalz (Chris Benoit, Dean Malenko e Perry Saturn (con Eddie Guerrero) | Six-man tag team match                                                           | 13:30  |
| 8    | Big Show ha sconfitto The Rock | Single match per determinare lo sfidante al WWF Championship a WrestleMania 2000 | 09:33  |
| 9    | Triple H (c) (con Stephanie McMahon-Helmsley) ha sconfitto Cactus Jack                                                                              | Hell in a Cell match per il WWF Championship                                     | 23:59  |